# BVV in het seizoen 1956/57
Het seizoen 1956/1957 was het derde jaar in het bestaan van de Bossche betaaldvoetbalclub BVV. De club kwam uit in de Eredivisie en eindigde daarin op de 15e plaats.

## Wedstrijdstatistieken

### Eredivisie
|       | Ajax  | Amsterdam | DOS   | Eindhoven | Elinkwijk | Sportclub Enschede | Feijenoord | Fortuna '54 | GVAV  | MVV   | NAC   | NOAD  | PSV   | Rapid JC | Sparta | VVV   | Willem II |
| ----- | ----- | --------- | ----- | --------- | --------- | ------------------ | ---------- | ----------- | ----- | ----- | ----- | ----- | ----- | -------- | ------ | ----- | --------- |
| Thuis | 3 – 1 | 5 – 2     | 4 – 0 | 1 – 3     | 1 – 2     | 2 – 2              | 0 – 5      | 1 – 3       | 1 – 2 | 2 – 0 | 8 – 0 | 6 – 0 | 0 – 3 | 3 – 1    | 2 – 2  | 1 – 4 | 3 – 2     |
| Uit   | 1 – 0 | 3 – 2     | 1 – 3 | 2 – 3     | 4 – 2     | 4 – 1              | 5 – 1      | 4 – 1       | 3 – 2 | 3 – 0 | 1 – 0 | 0 – 0 | 2 – 5 | 4 – 3    | 3 – 3  | 3 – 1 | 1 – 0     |

## Statistieken BVV 1956/1957

### Eindstand BVV in de Nederlandse Eredivisie 1956 / 1957
| Stand | Gespeeld | Gewonnen | Gelijk | Verloren | Punten | Doelpunten voor | Doelpunten tegen |
| ----- | -------- | -------- | ------ | -------- | ------ | --------------- | ---------------- |
| 15e   | 34       | 11       | 4      | 19       | 26     | 70              | 76               |

### Topscorers
| Competitie \| # \| Naam \| \| \| ------ \| ----------------- \| -- \| \| 1. \| Max van Beurden \| 17 \| \| 2. \| Wim Heijmans \| 16 \| \| 3. \| Nees Kerssens \| 12 \| \| 3. \| Piet van Overbeek \| 12 \| \| 5. \| Wim van Hintum \| 4 \| \| 6. \| Mari van Bergen \| 3 \| \| 7. \| Daan Netten \| 2 \| \| 7. \| Henk Quaadvliet \| 2 \| \| 9. \| Bart van Engelen \| 1 \| \| 9. \| Wim Nijholt \| 1 \| \| Totaal \| Totaal \| 70 \| |                   |      |
| # | Naam              | Goal |
| 1. | Max van Beurden   | 17   |
| 2. | Wim Heijmans      | 16   |
| 3. | Nees Kerssens     | 12   |
| 3. | Piet van Overbeek | 12   |
| 5. | Wim van Hintum    | 4    |
| 6. | Mari van Bergen   | 3    |
| 7. | Daan Netten       | 2    |
| 7. | Henk Quaadvliet   | 2    |
| 9. | Bart van Engelen  | 1    |
| 9. | Wim Nijholt       | 1    |
| Totaal | Totaal            | 70   |

## Voetnoten
Ajax ·
Amsterdam ·
BVV ·
DOS ·
Eindhoven ·
Elinkwijk ·
Sportclub Enschede ·
Feijenoord ·
Fortuna '54 ·
GVAV ·
MVV ·
NAC ·
NOAD ·
PSV ·
Rapid JC ·
Sparta ·
VVV ·
Willem II